# Gozd (województwo zachodniopomorskie)
Gozd – (niem. Gust), wieś w Polsce położona w województwie zachodniopomorskim, w powiecie koszalińskim, w gminie Bobolice.
W latach 1946–54  siedziba gminy Gozd. W latach 1954–1971 wieś należała i była siedzibą władz gromady Gozd, po jej zniesieniu w gromadzie Bobolice. 